# Bratkäse
Der Bratkäse ist ein Schweizer Halbhartkäse der Vollfettstufe (45–50 % Fett i. Tr.). Er schmeckt mild und leicht säuerlich und wird in Laiben von ca. 750–1100 g fast ausschliesslich aus pasteurisierter Milch, nur in der mengenmässig unbedeutenden Alpwirtschaft noch aus Rohmilch hergestellt. Bratkäse wird hauptsächlich in Unterwalden hergestellt und konsumiert und gehört dort zu den beliebtesten Käsespezialitäten. Ausserhalb dieses Gebietes ist er dagegen sehr wenig bekannt.

## Historie
Seinen Namen erhielt der Käse durch die historische Zubereitungsart. Erste literarische Belege für sein Vorkommen lassen sich bis ins Mittelalter zurückverfolgen, wo in klösterlichen Schriften über den Genuss eines geschmolzenen Käses über dem offenen Feuer berichtet wird. Durch fortschreitende, technische und wirtschaftliche Entwicklungsprozesse begünstigt, begann ab dem 15. Jahrhundert eine absatzorientierte Mehrfachproduktion des Käses. Verantwortlich für die geschmackliche und wirtschaftlich verwertbare Weiterentwicklung und Perfektionierung war vor allem der beginnende Einsatz der Labkäsetechnik, bei der durch die Beigabe von Kalbmägen-Enzymen eine weitaus höhere Haltbarkeitszeit ermöglicht wird.

## Zubereitung
Der Bratkäse wird in der Zubereitung vielseitig eingesetzt. Die mögliche Kombination mit den verschiedensten Speisen machen ihn für verschiedene Arten der Menüplanung verwendbar. Traditionell wird er zusammen mit Brot oder «Gschwellti» gegessen, zumeist wird er beim Servieren mit Paprika gewürzt. Alternativ wird er mit Salat kombiniert oder als kulinarische Kombinationen mit süssen Geschmacksrichtungen umgesetzt. Zubereitet wird der Käse in der Pfanne, von jeder Seite kurz gebraten und einmalig gewendet. Es ist jedoch auch der Genuss ohne Bratvorgang möglich, zum Beispiel als Dessert.
Er kann auch gerieben mit einem Schuss Apfelmost oder Weisswein bei geringer Temperatur in der Pfanne geschmolzen und leicht mit etwas Pfeffer oder Paprika gewürzt werden.